# Elio Vittorini
Elio Vittorini (Syracuse, 23 juli 1908 - 12 februari 1966) was een Italiaans schrijver, publicist en vertaler. Hij schreef in een realistische stijl, verwant aan het eerdere verisme, met duidelijk vitalistische en later ook modernistische elementen.

## Biografie, werk
Vittorini was de zoon van een medewerker bij de Spoorwegen met socialistische sympathieën. Zelf werd hij echter al op jonge leeftijd aangetrokken door de facistische ideeën van Benito Mussolini. In 1924 verliet hij school en in 1927 trok hij definitief van Sicilië naar Noord-Italië. In 1929 werd hij medewerker van het literaire tijdschrift Solaria en koos hij voor het schrijverschap. Grote voorbeelden waren modernisten als Marcel Proust en Italo Svevo. In 1931 debuteerde hij met de verhalenbundel Piccola Borghesia. Tussen 1933 en 1934 publiceerde hij zijn roman Il garofano Rosso (Nederlands: De rode anjer) als feuilleton in Solaria, maar vanwege problemen met de censuur (die het als 'pornografisch' bestempelde) kon het pas in 1948 in boekvorm verschijnen. De roman wordt getypeerd door een ongekunstelde schrijfstijl en een groot vitalisme.
Als in 1936 de Spaanse Burgeroorlog uitbreekt kiest Vittorini onomwonden de kant van de republikeinen, die zich teweer stellen tegen de reactionaire krachten van Franco. Hij herziet zijn politieke ideeën, leidend tot een breuk met het facisme. De nieuwe 'plichten' die hij ziet verwoordt hij via het thema van de reis in de roman Conversazione in Sicilia (1941), geschreven in een modernistische, sterk poëtische stijl. Aan het einde van de Tweede Wereldoorlog neemt hij aan de zijde van de communisten deel aan het verzet, hetgeen zijn weerslag vindt in de roman Uomini en no (1945, Nederlands: Een mens of niet), waarin de invloed van Ernest Hemingway kan worden onderkend. Hij benadrukt hierin de voortdurende spanning tussen idealen en menselijke zwakheden. Ook zijn breuk met de communisten in 1949 verwoordt hij in die geest: 'Mijn lidmaatschap van de PCI geeft aan wat ik wil zijn, terwijl mijn boek uitsluitend kan aangeven wat ik in werkelijkheid ben'.
Vittorini’s latere werk typeert zich door een sterk humanistisch engagement, dat niet duidelijk verbonden kan worden met een concrete politieke stroming. Hij was een sterk pleitbezorger van culturele autonomie: de politiek mag de cultuur niet de wet voorschrijven. In de woorden van Italo Calvino geloofde hij 'dat de rede de wereld beheerst, omdat de wereld buiten de rede ligt'. Vitaliteit en geloof in de vooruitgang blijven kernelementen. Hij stoorde zich aan het pessimisme van bijvoorbeeld Jean-Paul Sartre. Diverse van zijn werken bleven onvoltooid dan wel voortdurend in revisie, in lijn met zijn voortdurend veranderde standpunten.
Binnen Italië geldt Vittorini ook als een belangrijk wegbereider van de moderne Amerikaanse literatuur. Hij vertaalde onder andere werken van Hemingway, Faulkner, Saroyan, Steinbeck en Caldwell. De voorkeur voor Amerikaanse literatuur deelde hij met Calvino, met wie hij als uitgever veel samenwerkte en met wie hij in 1959 het tijdschrift Il Menabò oprichtte.
In 1966 overleed Vittorini op 57-jarige leeftijd aan de gevolgen van een tumor in zijn maag.

## Bibliografie (selectie)

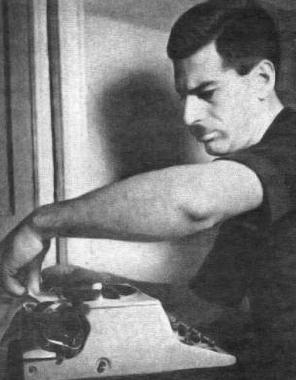
Vittorini druk bezig achter de typemachine